# دنیل بارت (بازیکن فوتبال)
دنیل بارت (انگلیسی: Daniel Barrett؛ زادهٔ ۲۵ سپتامبر ۱۹۸۰) بازیکن فوتبال اهل بریتانیا است.
از باشگاه‌هایی که در آن بازی کرده‌است می‌توان به باشگاه فوتبال چسترفیلد، باشگاه فوتبال استافورد رانجرز، و باشگاه فوتبال ماتلوک تاون اشاره کرد.